# 방글라데시의 종교
방글라데시의 종교 (2022년 인구 조사)
국제 연합은 방글라데시를 온건 성향의 민주주의 이슬람 국가로 분류하고 있다. 수니파 이슬람교는 방글라데시 내 가장 크고 가장 우세한 종교이다.
방글라데시의 헌법에서, 이슬람교는 도입 부분과 헌법 제1조 등 두 차례 언급된다. 그리고 헌법에서 "자비롭고 자애로운 신의 이름으로"으로 해석되는 바스밀라히르 라흐마니르 라힘'(بِسْمِ اللهِ الرَّحْمٰنِ الرَّحِيْمِ)이라는 이슬람적 문구로 시작되며 본문(2A)에서 "이슬람교는 공화국의 국교이다"라고 명시하고 있다.
방글라데시 내, 이슬람교, 힌두교, 불교, 기독교 등 주요 종교 네 개가 있다. 또한 소수의 사람들이 시크교, 바하이교, 사르나교, 애니미즘 및 그 외 종교들을 따르고 있다. 이슬람교는 방글라데시 모든 지역에서 가장 큰 종교이다.
방글라데시의 총리 셰이크 하시나는 방글라데시가 메디나 헌장의 정신에 따라 운영될 것이라 밝혔다. 그렇지만 동시에, 방글라데시 헌법은 세속주의를 방글라데시 헌법의 근본적인 네 원칙 중 하나라고 명시하고 있다. 이슬람교가 국교이기는 하지만, 방글라데시는 영연방의 식민지 시절에 성립된 세속법을 통해 대부분 운영되고 있다.
방글라데시 헌법은 또한 "방글라데시는 힌두교, 불교, 기독교 및 다른 신앙과 종교 들에 동등한 지위와 동등한 권한을 보장할 것이다"라고 밝히고 있다. 종교의 자유는 종교의 차이에 관계 없이 모든 시민들에게 동등한 권리를 강조하고 동시에 다양한 근거로 종교를 이유를 들어 차별하는 행위를 금지하고 있는 방글라데시 헌법이 보장하고 있는 기본적 토대이다.
방글라데시는 세속 무슬림들이 다수를 차지하는 몇 안되는 국가들 중 하나이며, 헌법 제41조를 통해 개종이 법적으로 허용되며 법적, 사회 질서적, 도덕적으로도 인정받고 있다.

## 종교별 인구
| 종교       | 인구          |
| ---------- | ------------- |
| 이슬람교도 | 150,360,405명 |
| 힌두교도   | 13,130,110명  |
| 불교도     | 1,007,468명   |
| 기독교도   | 495,475명     |
| 그 외      | 198,190명     |
| 총합       | 169,828,921명 |

## 종교

### 이슬람교

우파질라(소지역구)별 방글라데시의 이슬람교도 백분율 지도 (2011년)

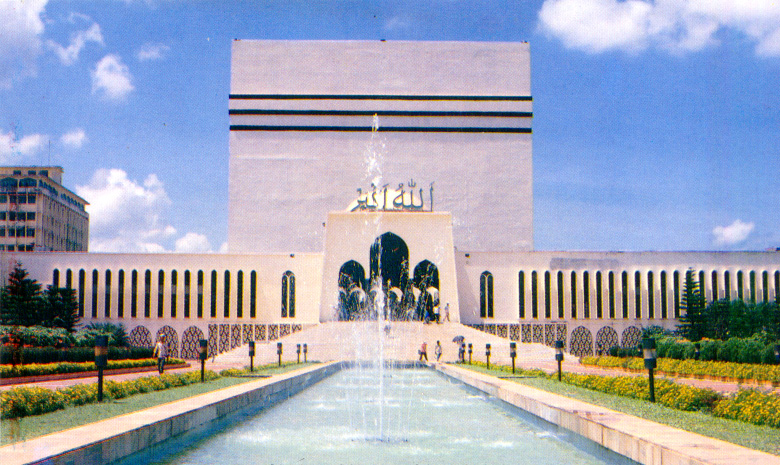
방글라데시 국립 최대 규모 모스크인 바이툴 무카람 국립 모스크

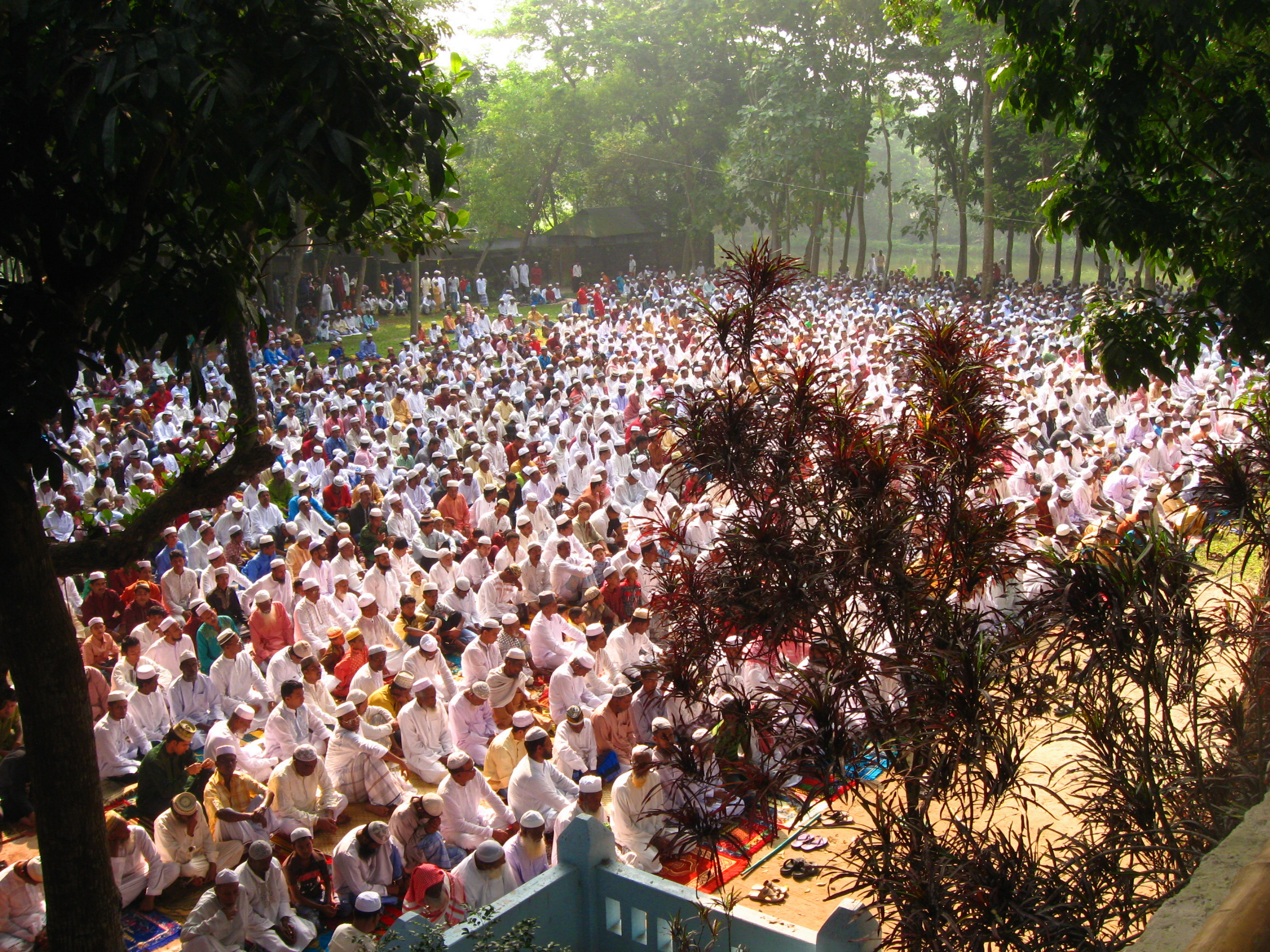
이드 알피트르 행사의 일부인 쿠트바에 참석 중인 코밀라의 데비드와르 우파질라 지역 남성들

방글라데시의 이슬람교도는 2022년 인구 조사에 따르면 총 인구의 91.04%를 이루었던 1억 5,036만 명이 넘었다. 이 추정치는 미얀마의 학살 시기 (2016-17년)에 방글랃시로 넘어온 로힝야의 이슬람교도 난민 백만 명을 포함한다. 2018년 9월 28일, 제73회 국제연합총회에서, 방글라데시 총리 셰이크 하시나는 방글라데시 내 현재 로힝야인 난민 110만 명에서 130만 명이 방글라데시에 있다고 하였다.
방글라데시 헌법은 이슬람교를 국교라 밝히고 있다. 방글라데시는 세계에서 네 번째로 이슬람교도가 많은 나라이다. 이슬람교인들은 방글라데시에서 우세적인 공동체이고 방글라데시의 주 8곳 모든 지역들에서 다수 인구 집단이다. 방글라데시의 무슬림들의 압도적으로 대다수를 이루는 이들은 88%를 이루는 벵골계 이슬람교도이며, 대략 2%의 비하르계 이슬람교도와 로힝야인 들이 있다. 방글라데시의 이슬람교도 대다수는 수니파이지만, 소규모 시아파 공동체도 존재한다. 시아파의 대부분은 도심 지역에 거주한다. 시아파들은 그 규모는 작지만, 무함마드의 손자인 후세인 이븐 알리의 순교를 기리는 시아파의 기념 행사가 수니파 국가에서 널리 지켜진다. 이슬람교도들은 celebrate 이드 알피트르, 이드 알아드하, 무하람, 밀라드 운 나비, 샤브 에 바라트, 찬트 라트 등의 행사를 큰 규모로 나라 전역에서 치른다. 매년 마다 열리는 비쉬와 이즈테마는 방글라데시 이슬람교도 사이에서 가장 크고 중요한 행사이다.
벵골 지방, 다시 말하여 방글라데시와 서벵골 지역의 이슬람 공동체는 인도의 주요 이슬람 경향과는 다르게 발전하였다. 남아시아의 다른 지역의 힌두교와 일부 측면에서 차이를 보이던 방글라데시의 힌두교 특징들은 방글라데시 무슬림 공동체에 있어 관습 및 사회적 구조 모두에 영향을 미쳤다. 방글라데시 이슬람교도들의 이슬람교에 대한 보편적인 헌신에도 불구하고, 이슬람교의 의례 및 교리에 대한 준수는 사회적 지위와 배경, 개인적 이유 등에 따라 다양하다. 교외 지방들의 경우, 일부 교의와 의례 등이 정통 이슬람교와느 다르고 보통은 분쟁을 일으키는 요소들을 포함하고 있는 경향이 있다. Aziz Ahmad에 따르면, 아랍 지역의 이슬람 신학자들은 벵골 (방글라데시, 서벵골)에서 따르고 있는 이슬람교의 형태가 그 내부에 비밀-힌두교의 일부 형태를 띠고 있다고 여긴다.

### 힌두교

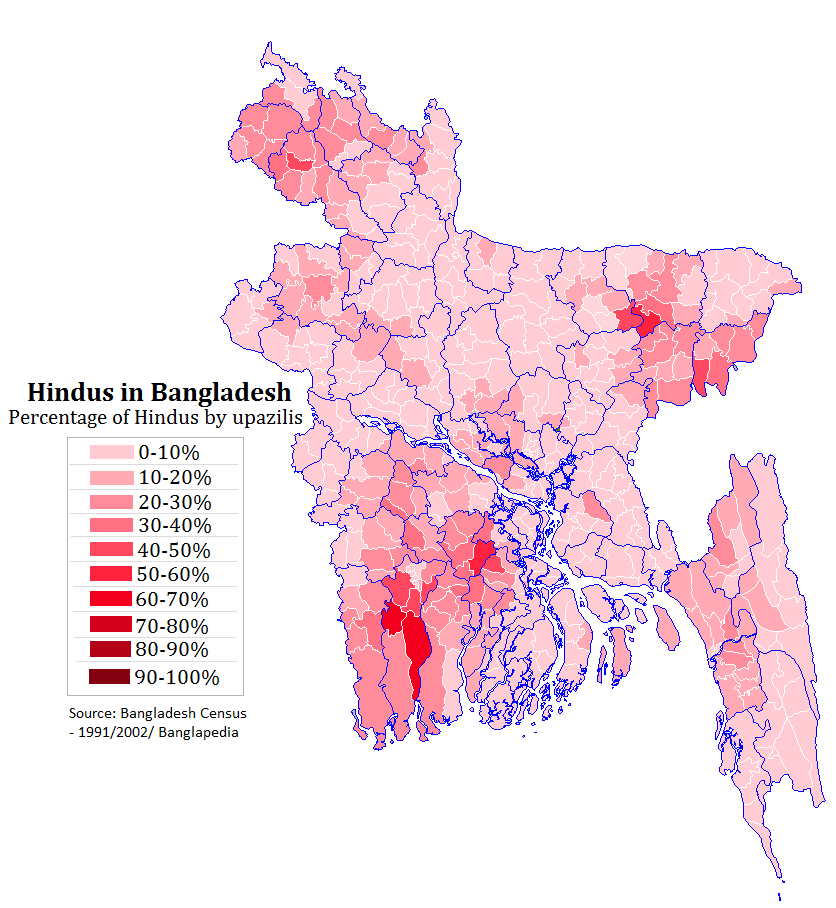
우파질라(소지역구)별 방글라데시의 힌두교도 백분율 지도 (2011년)

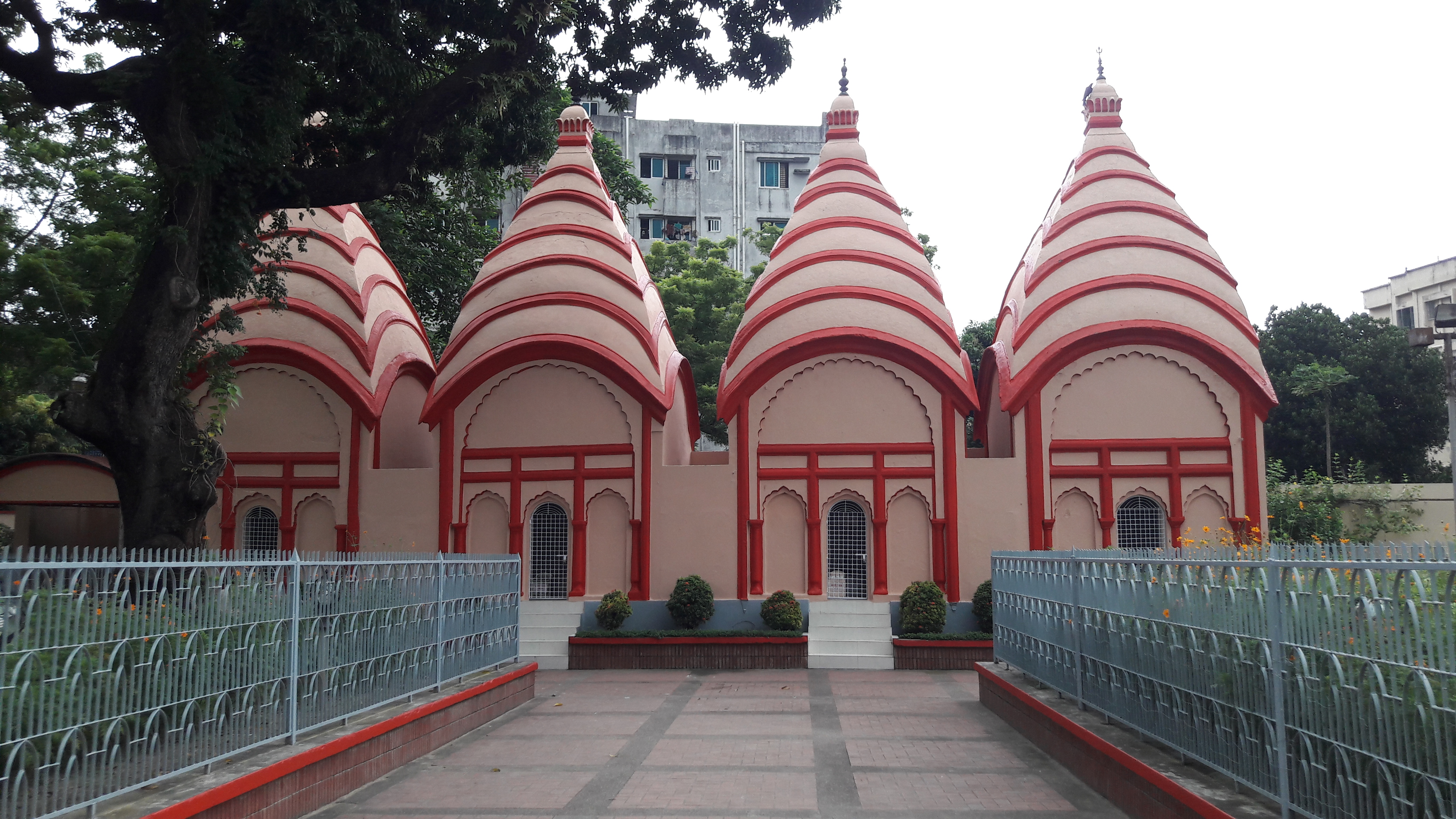
방글라데시 최대 규모 힌두 사원인 국립 다케슈와리 사원

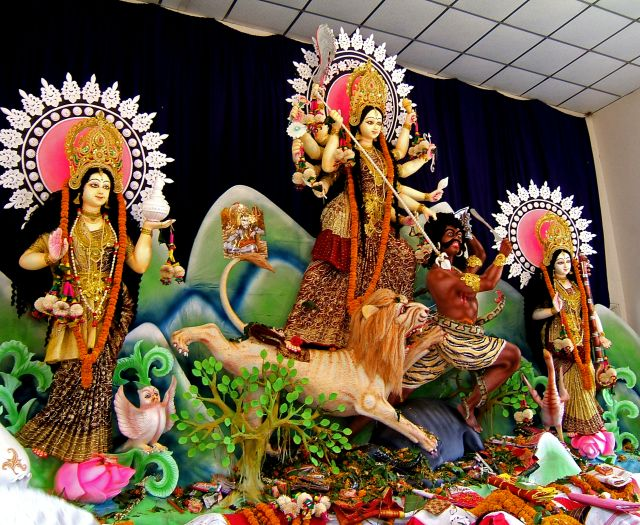
다카의 다케슈와리 사원에서 벌어지고 있는 두르가 푸자 행사

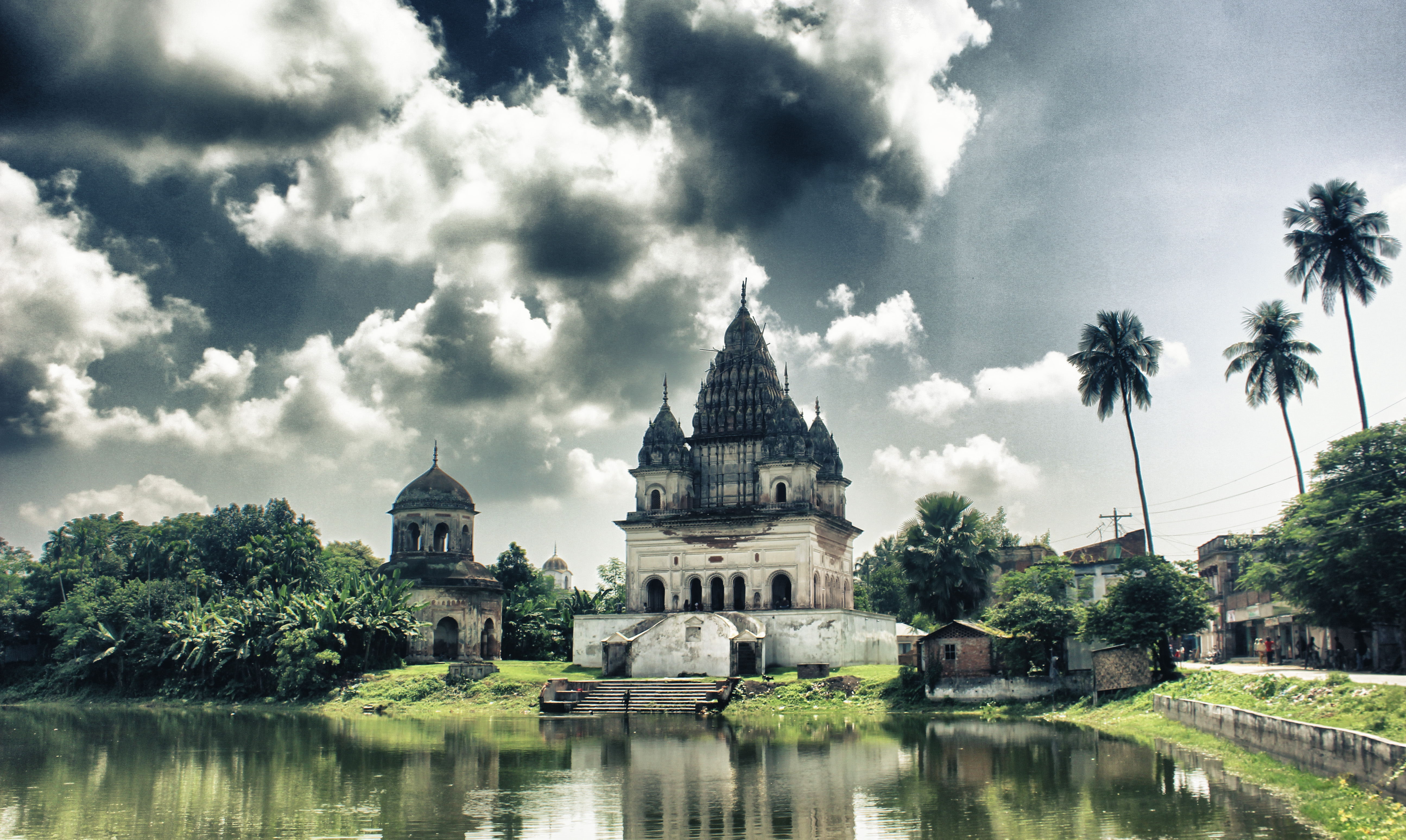
라지샤히의 시바 신전

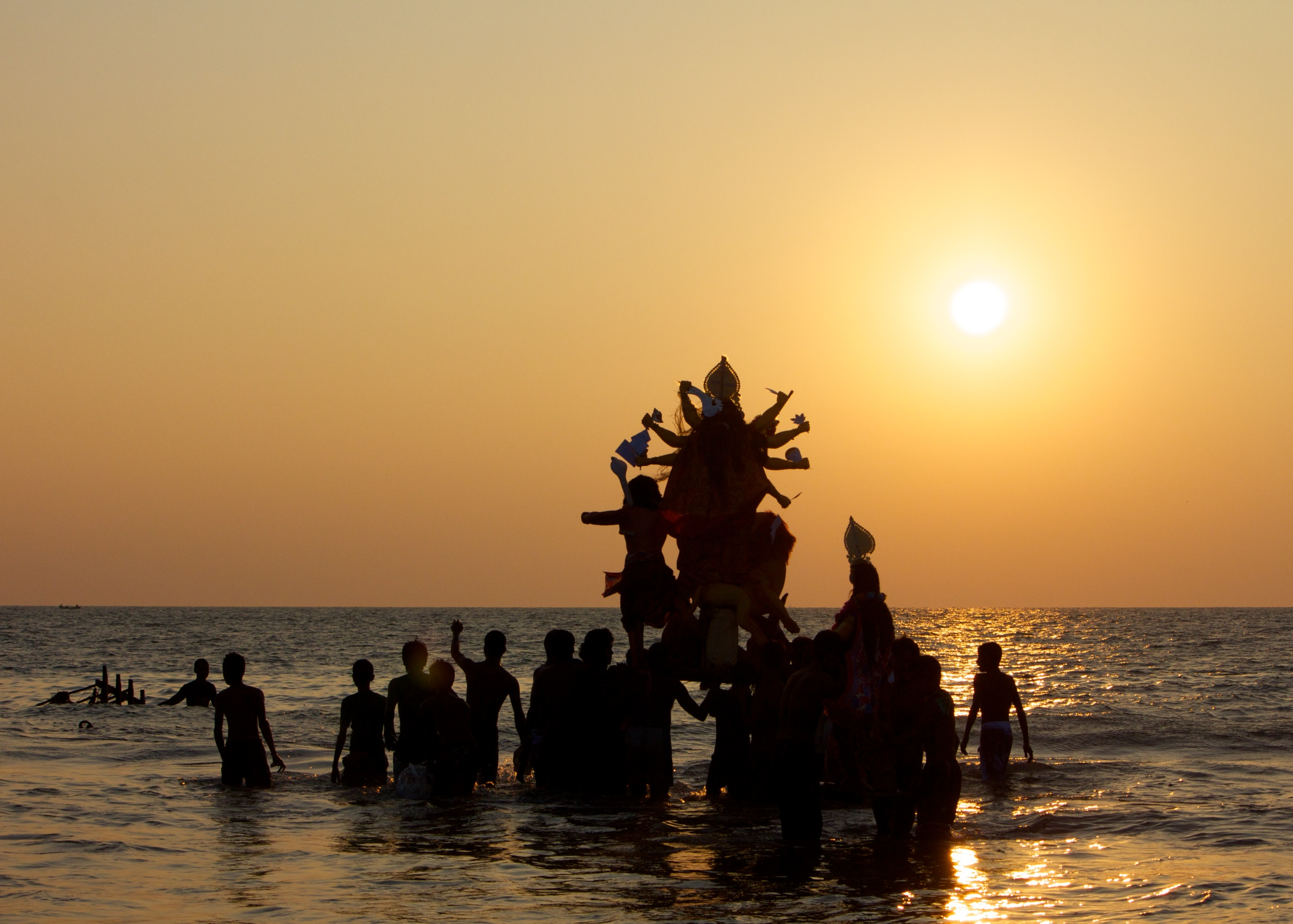
방글라데시의 힌두교 행사

힌두교는 방글라데시 내 두 번째로 규모가 큰 종교 집단이며, 최근 인구 조사에 따르면 인구 1억 6,516만 명 중에 대략 1,310만 명이 스스로를 힌두교인이라 여기고 두 번째로 큰 소수 종교 집단으로서 전체 인구의 약 7.95 퍼센트를 이룬다. 인구 면에서, 방글라데시는 인도, 네팔 다음으로 전세계에서 힌두교도가 세 번째로 많은 국가이다.
방글라데시의 힌두교도들은 주로 벵골계 힌두교인이지만, 가로족, 카시족, 자인티아족, 산탈족, 비슈뉴프리야 마니푸리족, 트리푸리족, 문다족, 오라온족, 다누크족 등등 토착민 부족 등에서 힌두교인들이 역시 존재한다.
힌두교인들은 방글라데시 전역에 분포되어 있기도 하며, 국토의 북쪽, 남서쪽, 북동쪽에 특히 집중되어 있다. 사실상, 방글라데시의 힌두교는 인접한 인도 지역인 서벵골에서 행해지는 힌두교 의례 및 관습과 아주 유사하며, 서벵골과 방글라데시(과거의 동벵골)는 1947년 인도 분할 이전까지는 통합되어 있었다. 두르가 푸자, 라스 야트라, 잔마쉬타미 등의 힌두교 행사 등이 방글라데시 전역의 도시들과 마을에서 당당하게 열리고 있다.

### 불교

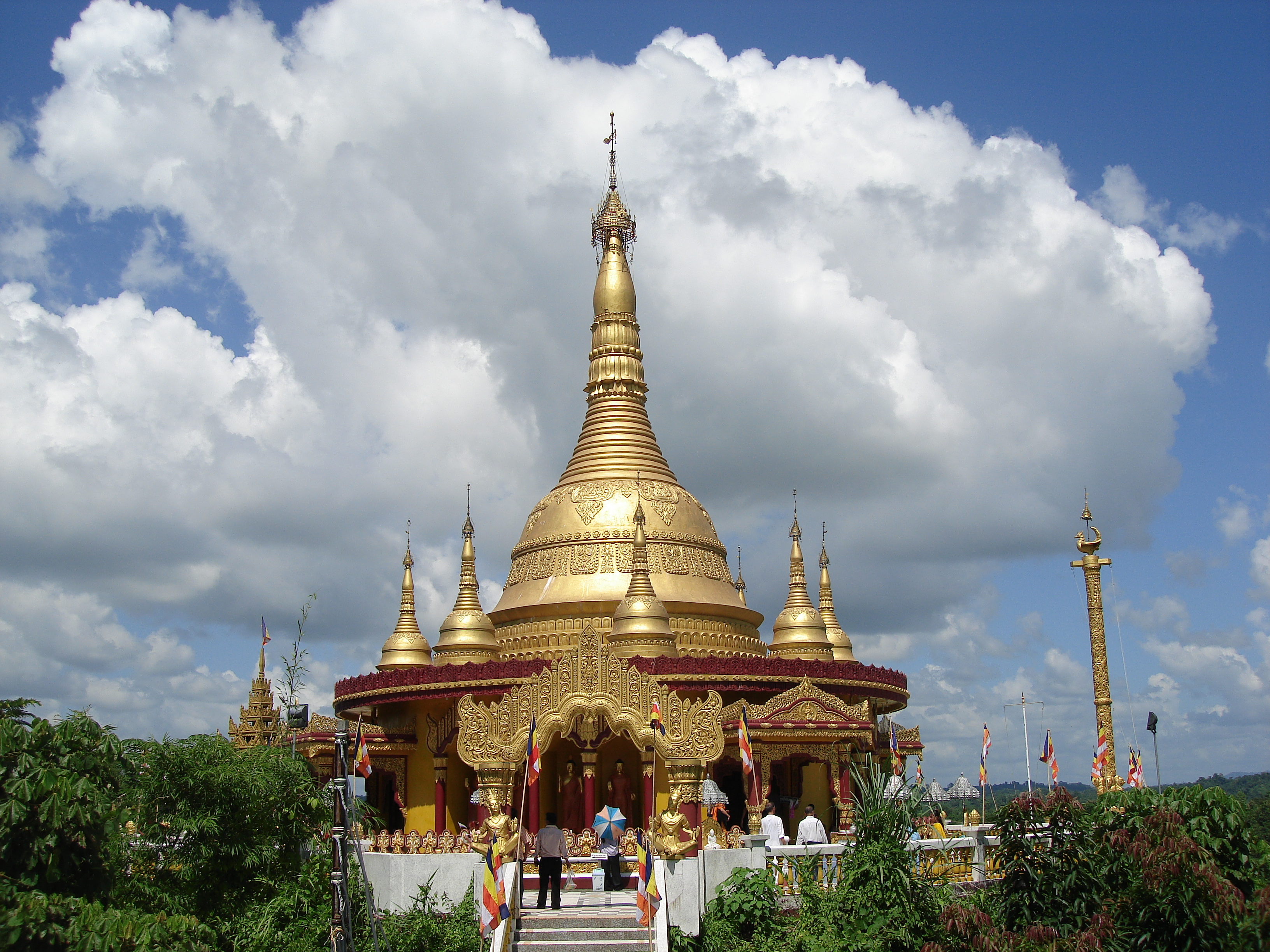
반다르반구의 최대 규모 상좌부 불교 사원 중 하나인 붓다 다투 자디는 방글라데시 내 두 번째로 큰 불상이 있다.

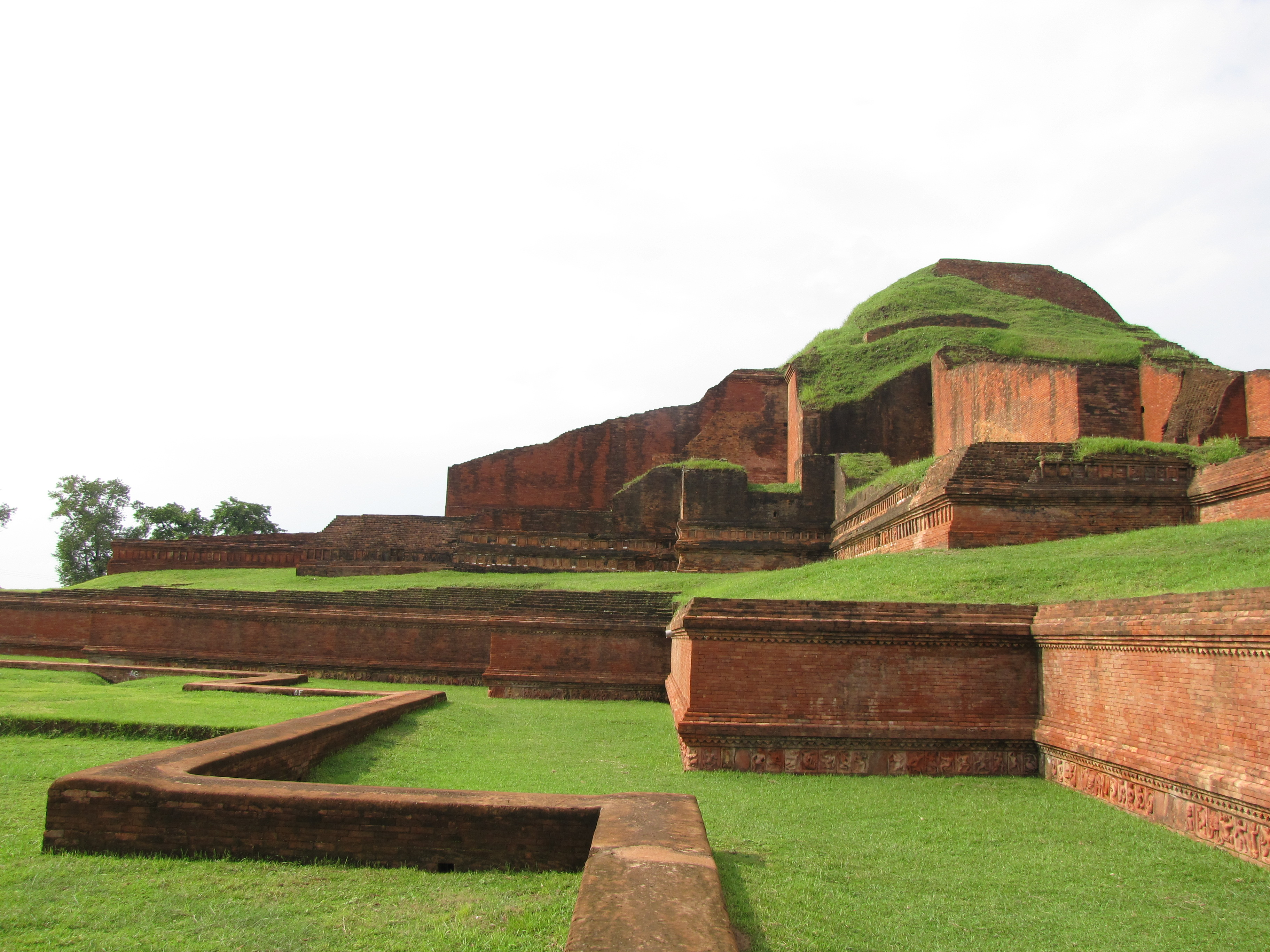
나오가온에 위치한 세계문화유산인 소마푸라 마하비하라.

방글라데시 내 대략 백만 명의 사람들이 상좌부 불교를 신봉하고 있다. 불교도는 2022년 기준 방글라데시 인구의 약 0.63를 이루고 있다.
고대 시대 때, 현 방글라데시 지역은 아시아의 불교 중심지였다. 철학, 건축 등을 포함한 불교 문명들이 벵골을 거쳐 티베트, 동남아시아, 인도네시아 퍼져나갔다. 앙코르와트 사원과 보로부두르 사원 등을 포함한 캄보디아, 인도네시아, 태국 등의 불교 건축물은 소마푸라 마하비하라 같은 방글라데시의 고대 수도원에서 영감을 받은 것이라 여겨진다.
방글라데시의 불교도 대부분은 치타공 지역에서 거주하고 있다. 방글라데시의 불교는 벵골어를 구사하는 바루아인들이 따르고 있으며, 이들은 거의 대부분이 불교도이고 완전 대부분이 치타공에서 거주하는데 코밀라, 마이멘싱, 랑푸르, 실헤트 등 방글라데시 나머지 지역에서도 소수가 있다. 방글라데시의 불교인들 대부분은 동남 지역, 그 중에서도 특히 치타공 구릉지대, 치타공, 코밀라 등에 거주한다. 치타공 구릉지대의 불교도 대부분은 차크마족(Chakma), 마르마(Marma), 므루(Mru), 쿠미(Khumi), 바움(Bawm), 차크(Chak), 쿠키(Kuki), 무랑(Murang), 탕창야(Tanchangya), 키앙(Khiang) 등의 부족민들이며, 이들은 태곳적 시절부터 불교를 믿어 왔다. 애니미즘을 따르는 다른 부족 지역 사회들은 불교의 영향력 하에 있어 왔다. 이 지역 내 불교 공동체의 교의와 의례는  불교와 고대 애니미즘 신앙의 결합체이다. 부처님 오신 날은 벵골계 불교도 및 불교 부족들에서 가장 널리 따르고 있는 축제이다.

### 기독교

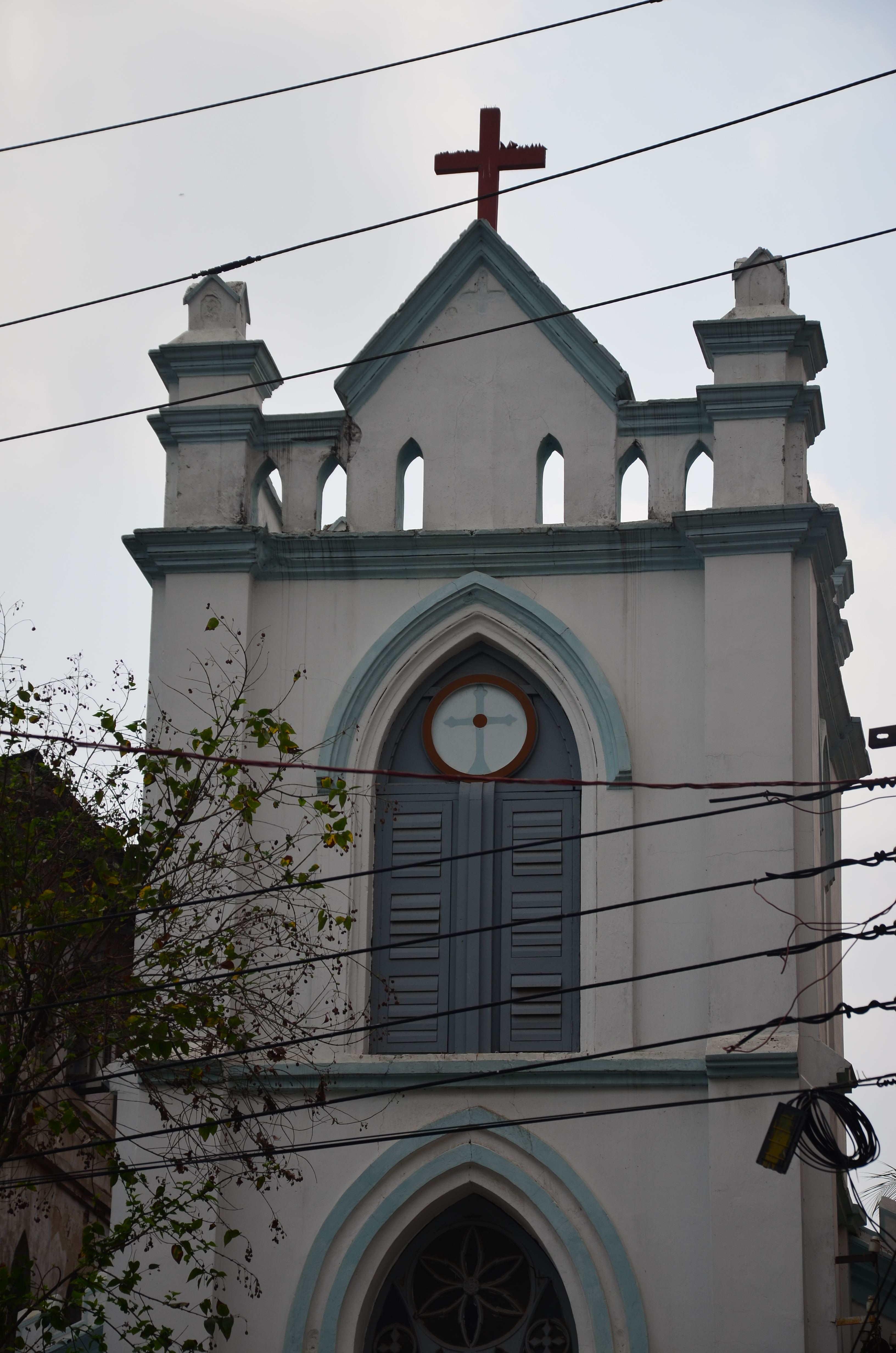
방글라데시 다카의 성십자가 교회

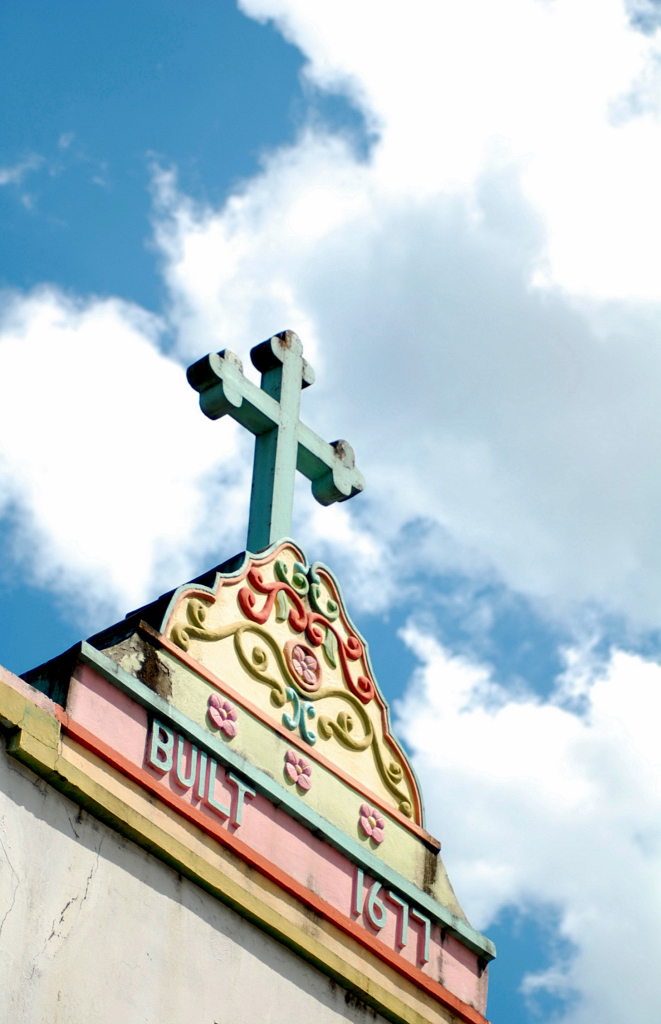
다카의 성모 교회 (1677년경)

기독교는 포르투갈 교역상들과 선교사들을 통하여 서기 16세기 후반부터 17세기 초에 오늘날 방글라데시에 이르렀다. 대략 50만 명에 해당하는 방글라데시 기독교인들은 총 인구의 약 0.29 퍼센트를 이루고 대부분이 도심 지역 지역 사회이다. 로마 가톨릭교회가 벵골계 기독교인들에서 두드러지며, 나머지에서는 주로 침례교도들이 우세하다. 기독교 신자 중 소수는 가로(Garo), 산탈(Santal), 오라오(Orao), 차크마(Chakma), 카시(khasi), 루셰이(Lushei), 바음(Bawm) 등등의 토착 원주민 공동체에서도 존재한다.
제칠일안식일예수재림교회, 예수 그리스도 후기 성도 교회 역시도 방글라데시에 존재한다.

### 시크교

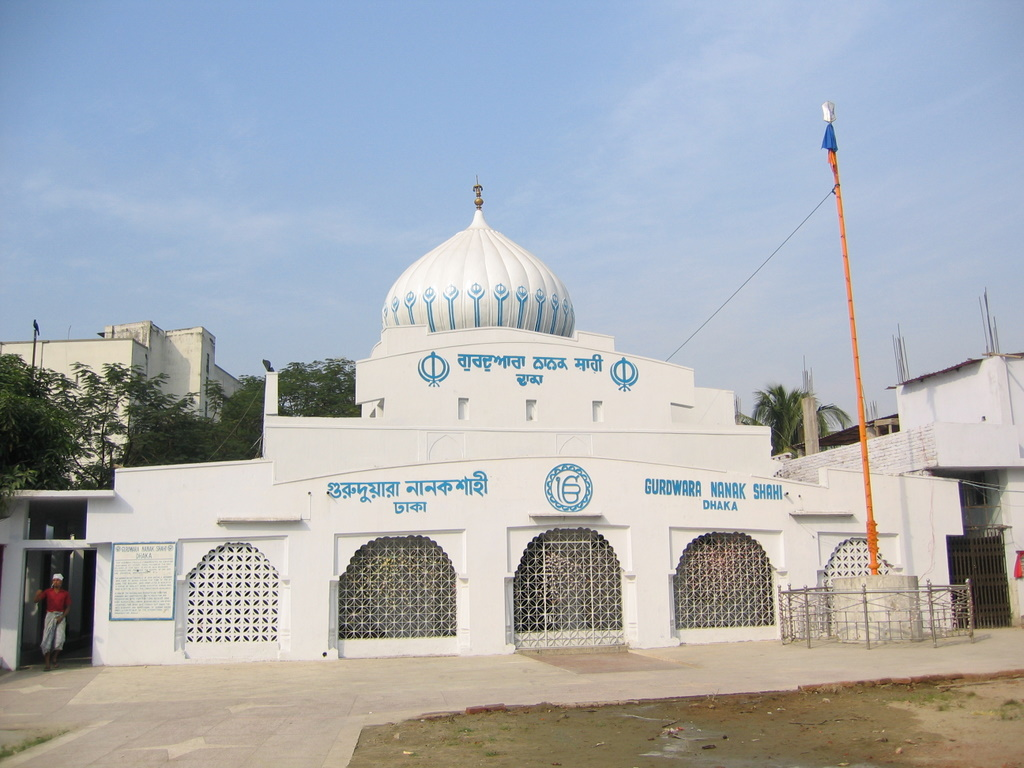
방글라데시에서 가장 오래되었고 규모가 큰 구르드와라인 다카의 구르드와라 나나크 샤히

방글라데시의 시크교는 1506–07년 사이 구루 나나크가 추종자들을 데리고 시크교를 전파하기 위해 이 지역에 초청되었을 때로 거슬러 올라간다. 몇몇 벵골인들이 시크교를 받아들이면서, 시크교 공동체가 탄생하게 되었다. 이 공동체는 방글라데시 독립 전쟁 기간 인도에서 거의 1만 명의 시크교도들이 넘어오면서 커지게 되었다. 이 공동체는 방글라데시에서 대단한 발전을 이루었다. 오늘날 방글라데시 내 거의 10개의 구르드와라가 존재한다. 그 중에 일곱 곳만이 잘 알려져 있으며, 특히 1830년에 지어져 방글라데시에서 가장 오래된 구르드와라인 다카 대학교 옆에 있는 구르드와라 나나크 샤히가 유명하다.

### 유대교
18세기 이래로, 오늘날 방글라데시 지역에 유대인들이 있어 왔으나, 그 수는 매번 아주 적었으며, 종종은 극 소수의 몇몇 이기도 하였다. 동벵골의 유대인 인구는 1947년 인도 분할 당시에 약 135명뿐이었다.
1960년대 후반, 유대인 공동체의 대다수가 캘커타로 떠났다. 인도 독립 전쟁 박물관의 이사인 역사가 Ziauddin Tariq Ali에 의하면, "(독립 이후) "방글라데시 내 유대인 가문 2개가 있었으나, 이 두 가문은 각각 1973년에 그리고 1975년에 인도로 이주했다."라고 한다. 2018년 기준으로, 다카에 유대인 네 명이 있었다.

### 그 외 종교
방글라데시에는 소규모 바하이교 공동체가 존재한다. 바하이교의 지부들이 다카, 치타공, 쿨나, 라지샤히, 실헤트, 바리살, 랑푸르, 마이멘싱, 제소르, 랑가마티 등에 있다.
또한 방글라데시에는 브라마 사마지 공동체가 존재한다.
여호와의 증인 역시도 존재한다.

## 무신론
2014년 11월 5일부터 2014년 11월 25일까지 실시된 WIN-갤럽 인터내셔널의 의뢰를 받은 한 조사에서, 방글라데시의 인구 1퍼센트 이하보다 적은 수는 자기 자신들을 '무신론자'라고 여긴다고 하였다.
방글라디시 내 일부 사람들, 그 중에서도 소셜 미디어 사용자들, 세속주의자들, 자유주의자들, 무종교인, 비이슬람교도인 등이 이슬람교에 대한 모욕과 의문을 제기한 이유 로 이슬람 활동가들에게 잔인하게 죽음을 맞이하고 있다. 방글라데시의 지하드주의 이슬람 활동가들을 방글라데시 당국에서는 중요한 문제거리로 보고 있다. 이슬람주의 테러는 1990년대 초에 소련–아프가니스탄 전쟁의 지하드주의자 참전자들을 통해 방글라데시로 유입되었으며, 이들은 샤리아법을 통하여 100 퍼센트 무슬림 인구들로 이뤄진 완전한 이슬람 국가로 방글라데시를 탈바꿈하고 싶어 했다.

## 역사

### 분할 이전 방글라데시의 인구
| 방글라데시의 인구 (1941년, 분할 이전) | 방글라데시의 인구 (1941년, 분할 이전) | 방글라데시의 인구 (1941년, 분할 이전) | 방글라데시의 인구 (1941년, 분할 이전) | 방글라데시의 인구 (1941년, 분할 이전) |
| ------------------------------------- | ------------------------------------- | ------------------------------------- | ------------------------------------- | ------------------------------------- |
| 종교                                  |                                       |                                       | 100%                                  |                                       |
| 이슬람교                              | 이슬람교                              |                                       | 70.3%                                 | 70.3%                                 |
| 힌두교                                | 힌두교                                |                                       | 28%                                   | 28%                                   |
| 그 외                                 | 그 외                                 |                                       | 1.7%                                  | 1.7%                                  |

동벵골 (현 방글라데시)은 1941년을 기준으로 인구가 총 3,912만 명이었으며, 그 중에 2,750만 명은 전체 인구의 약 70.3%를 이루는 이슬람교 신자였으며, 나머지는 28%를 이루는 힌두교도 1,095만 명이었다. 소수인 66만 5천 명이 불교, 애니미즘, 기독교 등을 따랐으며 이들은 다 합하여 약 1,7%를 이루었다.

### 파키스탄으로부터 독립 후 방글라데시 인구 (1974년)
| 방글라데시 인구 (1974년 독립 이후) | 방글라데시 인구 (1974년 독립 이후) | 방글라데시 인구 (1974년 독립 이후) | 방글라데시 인구 (1974년 독립 이후) | 방글라데시 인구 (1974년 독립 이후) |
| ---------------------------------- | ---------------------------------- | ---------------------------------- | ---------------------------------- | ---------------------------------- |
| 종교                               |                                    |                                    | 100%                               |                                    |
| 이슬람교                           | 이슬람교                           |                                    | 85.4%                              | 85.4%                              |
| 힌두교                             | 힌두교                             |                                    | 13.5%                              | 13.5%                              |
| 그 외                              | 그 외                              |                                    | 1.2%                               | 1.2%                               |

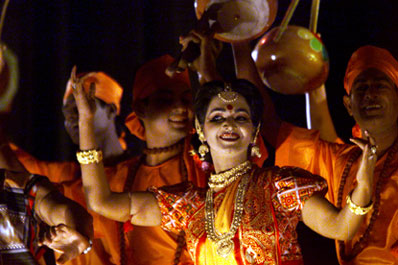
안무 중인 방글라데시 예술인.

1974년 이후, 동파키스탄은 주권 국가 방글라데시 인민 공화국이 되었다. 이 당시 방글라데시 인구는 6,870만 명이었고, 이 중에 전체 인구의 85.4%를 이루며 대다수인 5,870만 명이었고, 힌두교인들은 13.5%를 이루는 928만 명인으로 두 번째로 큰 종교 집단이었으며, 1.1%는 불교 및 기독교 같은 다른 종교들을 따르는 이들이었다.

### 이민 & 난민 위기
벵골 분할 이전, 서벵골의 무슬림 인구는 26%이었고 동벵골의 힌두교도 인구는 28%에 해당했었다. 분할 직후, 서벵골의 무슬림 인구는 1941년 26%에서 1951년 19%로 내려갔고, 반면 동벵골의 힌두교도는 1941년 28%에서 1951년 22%로 내려갔다.
1971년 방글라데시 독립 전쟁 기간
방글라데시 독립 전쟁 기간 당시에, 힌두교인들이 거의 80%에 육박하는 추정치 약 1,000만 명이 파키스탄군의 핍박이 벌어지자 난민으로서 동파키스탄에서 인접한 인도로 달아났으며, 독립 이후로는 추정치 약 150만에서 200만 명의 힌두교들이 인도에 잔류하였고 다시 돌아가지 않았다.

## 세속주의

### 세속주의 측면과 관습
방글라데시는 1971년 건국과 함께 스스로 세속 국가임을 선포했다. 세속주의는 국가의 공식적 정책을 좌우하는 네 가지 기둥 중 하나로 택해졌다. 방글라데시인들은 어느 정도는 '세속적'이었다. 방글라데시의 세속주의는 세속주의라는 용어의 좀 더 넓은 정의에 반대되는 종교 신앙들의 다원주의를 의미한다. 방글라데시의 초대 총리인 타주딘 아흐마드 (1971-72년)는 불교도 대표단들과 만났다. Bangladesh Observer의 보고서에 따르면, 아흐마드는 방글라데시가 "국교가 없는 완전한 세속 국가가 될 것이고 모든 종교와 관습들에 대한 완전한 자유를 보장할 것이라고 선포하였다. 그는 국가는 종교적 문제에 결코 간섭하지 않을 것이며 동시에 종교를 정치와 결합시켜 신정 국가처럼 보이는 파키스탄처럼 종교의 이름으로 사람들을 착취하는 그 무엇도 용납하지 않을 것이라 하였다." 1972년 10월 12일, 헌법 초안 작성을 위해 의회에서 논의하던 당시, 한때 이슬람 교도 연맹의 독실한 회원이기도 했던 초대 방글라데시 총리 셰이크 무지부르 라흐만은 다음과 같이 밝혔다: "우리 방글라데시인들은 세속주의를 믿는다. 세속주의는 종교의 부재를 의미하지 않다. 이슬람교도, 힌두교도, 기독교도, 불교도 모든 이들은 자신들의 종교를 따를 것이다. 그 누구도 다른 이들의 종교 신앙을 간섭할 수 없다. 방글라데시인들은 종교의 간섭을 원하지 않는다." 그는 종교가 정치적 이유로 사용될 수 없다고 덧붙였고 종교는 방글라데시에서 종교적 목적으로 사용되지는 것이 허용되지 않을 것이라 하였다. 그는 그 누구라도 간섭하게 된다면, 방글라데시인들이 그들을 보복할 것이라고 믿었다. 그렇지만 그가 죽고 얼마 안 되어, 초대 헌법은 세속주의를 국가 원칙에서 바꾸려는 지아우르 라만 정부의 제5대 수정 헌법에서 '전능하신 알라에 대한 절대적인 신뢰와 믿음'이라는 문구를 삽입하며 1978년에 바뀌었다. 라만 이후의 군사 독재자인 후세인 무함마드 에르샤드는 한 단계 더 나아가 1988년에 이슬람교를 국교로 선포했다. 라흐만의 정당인 아와미 연맹은 1972년 헌법으로 복구하겠다는 약속과 함께 2009년 1월 다시 한번 집권하였다. 이들은 2013년에 15번째 수정 헌법을 통해서 부분적으로 복구는 시켜냈지만 이슬람교를 국교로 유지하였다. 2010년, 방글라데시 대법원은 제5대 수정 헌법을 위법으로 선포하고 세속주의를 헌법의 기본 교리 중 하나로 복구시켰으나 이슬람교는 헌법상 국교로 남아 있다.
세속적 원칙들에 대한 주요 측면
제8조 영역 - (2항) 세속주의는 국가 정책의 근본적 요소로 묘사된다.
방글라데시의 세속주의에 대한 주요 원칙들은 제12조 영역 (2조)에 묘사되어 있다. -
제12조. 세속주의 원칙은 다음을 타파해야 실현될 것이다 -
(a) 모든 형태의 공동체주의;
(b) 어느 종교를 막론하고 국가가 정치적 지위를 부여하는 행위;
(c) 정치적 목적으로 종교를 남용하는 행위;
(d) 특정 종교를 따른 것에 대한 차별 및 박해.
논란
이슬람교는 헌법 제2조에 따라 방글라데시의 국교이지만 제2조는 "국가는 어느 종교를 막론하고 정치적 지위를 부여하지 않는다"라고 명시하며 세속주의가 방글라데시의 기본적 4 요소 중 하나임을 정의한 제12조 부분(2항)과 직접적으로 충돌된다. 헌법에서 이슬람교에 대한 조목 (제2조)은 또한 "국가는 힌두교, 불교, 기독교 및 다른 종교들에 대한 행위에 대해 동등한 지위와 동등한 권리를 보장한다"라고 말하며 동시에 국가의 틀에 대한 커다란 논란을 초래하고 있는 '이슬람교에 대한 특별한 지위'를 부여하고 있다. 방글라데시 대법원은 2016년 3월 28일에 국교로서 이슬람교의 지위를 인정하였다. 이 판결은 28년 전에 국가의 세속주의적 원칙과 직접적으로 상충되는, Samendra Nath Goswami가 제기한 이슬람교의 공화국 종교 문제에 대한 헌법 소원을 기각한 것이었다.  방글라데시는 세속 국가로 건국되었고, 국교를 두는 것이 헌법의 기본적 요소들과 상충된다고 말하는, 헌법 소원 단체의 지도자들 중 한 명인 아니수자만 교수에 의한 또 다른 헌법 소원 역시도 더 이른 시기에 제기됐었다.

2016년 11월 14일 상원의 집권당인 아와미 연맹의 당대표는 '때가 되면' 방글라데시가 이슬람교를 국교의 지위에서 내릴 것이라 말하였고 같은 당의 지도부 일원이자 전직 장관인 압두르 라자크는 이슬람교는 전략적 사유로 국교 지위를 유지할 것이라고 하였다 . 방글라데시 육군은 방글라데시 민족주의당가 주도하는 중도우파이자 보수주의적 정당들과 밀접한 이념적 관계를 갖고 있고, 또한 방글라데시 민족주의는 국민 91% 이상이 이슬람교도임을 고려할 때 이슬람 국가를 나타낸다고 밝힌 바 있다. 매년 6월 9일, 방글라데시의 힌두교도, 불교도, 기독교도 등의 종교 연합은 이 날을 '검은 날'이라 함께 칭하는데, 1988년 이 날에 후세인 무함마드 에르샤드에 의해 이슬람교를 국교로 선포했기 때문이다. 방글라데시 힌두교 불교 기독교 연합회는 이슬람교를 공화국의 국교로 정한 제8 수정헌법을 헌법에서 도려내야한다고 수 차례 강조하고 있다.
최근인 2021년 7월 4일, 국가 헌법에서 세속주의를 유지하는 것이 이슬람교와 꾸란에 반한다고 하는 의회 내 커다란 논쟁이 진행됐었다. 방글라데시 민족주의당의 입법인인 하루누르 라시드는 의회에서 총리 셰이크 하시나에게 "꾸란에서 세속주의에 대해서 언급한 바가 없으며 이는 이슬람교에 문제를 일으킨다"라고 발언했다. 그러자 방글라데시 총리 셰이크 하시나는 "방글라데시 헌법의 세속주의는 꾸란에서 이 단어를 언급한 바가 없기('La'kum Dinukum Waliyadin')에 이슬람교와 결코 문제를 일으키지 않는다고 답하였는데, 이는 모든 이들이 자신들의 신앙과 종교를 따를 수 있는 권리가 있고 자신들의 종교를 따를 것임을 의미하였다. BNP의 입법인은 또한 헌법에서 세속주의를 유지하는 것이 무슬림이 다수인 국가에 갈등을 일으키고 있으며, 이는 국가의 기반에 대한 뜨거운 논란으로 이어지고 있다고 발언했다n. 2021년 10월 15일, 방글라데시의 정보부 장관인 무라드 하산은 방글라데시는 국부인 방가방두 셰이크 무지부르 라흐만이 제시한 1972년 헌법으로 돌아갈 것이라 밝혔다. 무라드는 이슬람교는 국교가 아니고 이슬람교에 대한 믿음도 없다고 하였다. 그는 "우리는 1972년 헌법으로 돌아갈 것이며 우리는 총리의 주도 하에 곧 헌법 복원이 의회에서 통과되도록 할 것이다"라고 덧붙였다. 그는 "군사 독재자들이 방글라데시의 세속주의에 대한 핵심적 이념을 이슬람교를 국교로 선포하여 악화시키려 하였고 방글라데시 민족주의당의 지도자 자마트 에 이슬라미를 종교의 이름으로 폭력을 촉발시키고 나라의 분열을 일으켰다며 혹평한다고 하였다. 방글라데시의 자티야당 (JaPa) 제2대 총재 GM 콰데르는 2월 19일에 방글라데시의 국교라는 이슬람교의 지위를 바꾼다는 정보부 장관 무라드 하산의 발언을 비판하였다. GM 콰데르는 have said that "그 (무라드 하산)는 헌법을 수호하겠다는 맹세를 어겼다. 그에 따르면 총리는 본래의 1972년 방글라데시의 세속 헌법을 되돌림으로써 이슬람교를 국교의 지위에서 제거하기를 원하기 때문에 "총리는 자리에서 물러나야 한다."라고 하였다. 총리가 또한 자타야당의 창당자 HM 에르샤드와 방글라데시 육군에 대한 경멸적 발언들을 하는 비도덕적 행위를 저질렀다고 콰데르는 주장하기도 했다. 게다가 그는 총리에게 장관에 대해 행동을 취하고 아와미 연맹에서 그를 축출할 것을 요청하였다.
2022년 11월, 방글라데시의 법무부 장관 아니술 후크는 방글라데시의 여당 아와미 연맹이 본래 1972년 세속 헌법을 회복시킬 계획하고 있고 제2조 부분을 삭제함으로써 방글라데시를 국교로 만든 수정헌법을 곧 무효화시킬 것이라 밝혔으며 적절한 시기가 오면 이를 시행시킬 것이라 덧붙였다. 2023년 1월 8일에 여당 아와미 연맹이 소수 집단의 표를 오용하고 있고 그들을 잔인하게 배신하였다고 주장하던 방글라데시의 힌두교 불교 기독교 연합회는 총리 셰이크 하시나에게 제안서를 제출하였다. 이 제안서의 제출은 연합회가 치타공에서 수도가 있는 다카까지의 행진을 끝낸 다음에 이뤄진 것이었다. 연합회는 또한 동시에 다카의 람나 칼리 만디르 앞에서 대규모 항의 집회를 열었으며, 연합회의 사무장 라나 다스굽타는 제안서를 다음과 같이 읽었다 "그들은 멀쩡한 눈으로 1972년의 세속 헌법이 어떻게 집단적 헌법으로 변모하였고 국교 이슬람교 (제2조)가 군사 독재 대통령 후사인 무함마드 에르샤드에 의해 어떻게 1988년 헌법에 포함되게 되었는지를 보아왔다. 종교를 근거로 하여 사람들을 분열시켰을 뿐만 아니라 방글라데시의 종교-인종적으로 소수 집단들은 2등 시민으로 전락하였다. 여러 소수 종교 집단들은 이슬람 정부의 박탈, 차별, 박해, 압박의 시기 동안 이주를 떠나야만 했다." 이후에, 연합회는 정부 부처에 소수 집단들에 대한 복지와 사회적 개선을 요구하였다.
2023년 3월 1일, 다카 대학교의 역사학과 교수 사예드 안와르 후세인은 학생들과 방글라데시의 젊은층들에게 정부의 절충안에 맞서 저항을 할 것을 촉구하였고 이슬람교를 헌법 상 국교로 유지하는 것은 방글라데시가 진정한 의미의 세속 국가가 될 수 없고 결과적으로 현재의 여당인 아와미 연맹 정부가 권력을 유지하기 위해 이슬람 집단 세력과 타협하고 있다고 하였다. 그는 "방글라데시가 무슬림 민족주의가 아닌, 벵골 민족주의를 기반으로 건국되었다"라고 하며, 국가가 세속주의 핵심 원칙들에서 벗어났다고 덧붙였다. 샤리아르 카비르 같은 여러 작가들과 언론인들은 아와미 연맹 정부가 이슬람 세력들과 타협을 하는 데에 경고하였다고 하였다.
2023년 8월 30일, 방글라데시의 정치인들, 사회운동가들, 법조인들은 수도에서 열린 토론회에서 1972년 헌법의 완전한 복구를 요구하였다. 헌법에 이슬람교를 국교로 삽입한 것 (제2조)은 민족주의, 민주주의, 사회주의, 세속주의 등 기본 핵심 요소 네 가지를 저해한 것이라 하였다. 아와미 연맹과 협력하는 방글라데시 노동장의 당대표 라시드 칸 메논은 이슬람교를 국교 지위에서 내리고, 네 가지 기본 요소들을 지닌 1972년 헌법으로 정확한 복구를 요구하였다. 그는 세속주의 그리고 이슬람교를 국교로 모두 유지함으로써 1972년 헌법의 완전한 복구는 불가능하다고 덧붙였다. 그는 모든 민주 정당들, 진보 세력 동맹, 시민 사회들에 1972년 방글라데시 헌법의 완전한 복구 및 국가는 이 나라에 사는 모든 사람들의 헌법적 권리를 보장해야 한다는 것을 지지하는 운동을 벌여달라고 추가로 촉구하였다.

## 종교의 자유
방글라데시가 초기에는 헌법상에 세속주의 국가 이념을 택했으나, 세속주의 원칙은 이후 1977년과 1988년 사이 지속적인 헌법 수정과 정부의 선언 등을 통하여 이슬람적인 생활 방식에 대한 헌신으로 바뀌었다. 80년대 기간에, 방글라데시는 완전하게 이슬람적으로 맞춤되었다. 하지만, 2010년에 들어서서, 1972년 헌법의 세속주의 가 재차 확인되었다. 방글라데시 정부는 실제로 이 조항을 반복적으로 중요시 여기나, 힌두교도, 기독교도, 불교도, 아흐마디야 공동체의 일부는 차별을 겪고 있다. 방글라데시 민족주의당, 방글라데시 자마아트-에-이슬라미, Islami Oikya Jote, Bangladesh Jatiyo Party 등으로 이뤄진 연합 정당 정부 (2001년-2006년)는 행정 명령을 통해 아흐마디야 서적을 금지시키기도 했었다.
혼인, 이혼, 입양 등을 다루는 가족법은 그 인물이 속한 종교에 따라 따르다. 다른 신앙들 간의 혼인에 대한 법적 제재는 없다.
2010년에, 세속주의가 복구되었으나, 이슬람교는 제12조에 따라 명목상의 국교로 남아 있다.
2022년, Freedom House는 방글라데시의 종교의 자유를 4점 중 2점을 매겼다.

## 참고 문헌
- Benkin, Richard L. (2014). A quiet case of ethnic cleansing: The murder of Bangladesh's Hindus. New Delhi: Akshaya Prakashan.
- Dastidar, S. G. (2008). Empire's last casualty: Indian subcontinent's vanishing Hindu and other minorities. Kolkata: Firma KLM.
- Kamra, A. J. (2000). The prolonged partition and its pogroms: Testimonies on violence against Hindus in East Bengal 1946–64.
- Taslima Nasrin (2014). Lajja. Gurgaon, Haryana, India : Penguin Books India Pvt. Ltd, 2014.
- Rosser, Yvette Claire. (2004) Indoctrinating Minds: Politics of Education in Bangladesh, New Delhi: Rupa & Co. ISBN 8129104318.
- Mukherji, S. (2000). Subjects, citizens, and refugees: Tragedy in the Chittagong Hill Tracts, 1947-1998. New Delhi: Indian Centre for the Study of Forced Migration.
- Sarkar, Bidyut (1993). Bangladesh 1992: This is our home: Sample Document of the Plight of our Hindu, Buddhist, Christian and Tribal Minorities in our Islamized Homeland: Pogroms 1987–1992. Bangladesh Minority Hindu, Buddhist, Christian, (and Tribal) Unity Council of North America.